# 米南加保酋長
米南加保酋長（Undang，或通稱為酋長）是馬來西亞森美蘭米南加保部族的世襲貴族或地方領袖。這個名稱相信是源自馬來語辭彙「法律」（undang-undang）。
在17世紀以前，移居至馬來半島的米南加保人會從部族中選出彭古魯（部族領袖）。至18世紀初期，雙溪烏絨、日叻務、柔河和林茂領袖的權勢凌駕於其他部族領袖之上，這四位部族領袖被稱為「酋長」（Undang）。

## 繼承和稱號
四位酋長的法定地位被聯邦憲法第181條款承認，酋長是經由米南加保的母系制度和傳統習俗（Adat Perpatih），從領地（Luak）的貴族中選出。
- 雙溪烏絨酋長是由家族和家族選出，世襲的稱號是。[1]

- 日叻務酋長是由四個家族選出，分別是、和家族，世襲的稱號是。[2]

- 柔河酋長是由來自相同母系家族的兄弟或長女的長子繼承的稱號。[3]

- 林茂酋長由兩個家族輪流担任，分別是（繼承的稱號）和（繼承的稱號），兩個家族都是由來自相同母系家族的兄弟或長女的長子繼承。[4]

「酋長」的配偶（元配）稱為「督潘」（To' Puan）。

## 酋長的義務
如今，米南加保酋長衹有一些象徵性的權力，他們的義務是出席州立法議會的開幕儀式，以及在現任最高統治者駕崩時，從候選的四位王子（Putera Yang Empat）中挑選適任的繼承者。
四位王子的稱號是：

## 另見
- 彭古魯
- 嚴端，森美蘭最高統治者
- 東姑勿刹，森美蘭王儲